# Новоселовка (Шелаболіхинський район)
Новосе́ловка (рос. Новосёловка) — село у складі Шелаболіхинського району Алтайського краю, Росія. Входить до складу Кіпрінської сільської ради.

## Населення
Населення — 44 особи (2010; 74 у 2002).
Національний склад (станом на 2002 рік):
- росіяни — 100 %